# كوكو فانديواغ
كوكو فانديواغ (بالإنجليزية: Coco Vandeweghe)‏ مواليد 6 ديسمبر 1991 في نيويورك، هي لاعبة كرة مضرب أمريكية تلعب باليد اليمنى وتحتل حالياً المرتبة رقم. 42 (18 يناير 2016) في تصنيف رابطة محترفات كرة المضرب. كما أنها إحدى بطلات الجراند سلام. أعلى تصنيف لها في الفردي كان المركز الـ 32 في سنة 2015.

## بطولات حققتها
- بطولة أمريكا المفتوحة للتنس

## روابط خارجية
- كوكو فانديواغ على موقع رابطة محترفات التنس (الإنجليزية)
- كوكو فانديواغ على موقع الاتحاد الدولي لكرة المضرب (الإنجليزية)
- كوكو فانديواغ على موقع كأس بيلي جين كينغ (الإنجليزية)
- كوكو فانديواغ على موقع بطولة ويمبلدون (الإنجليزية)
- كوكو فانديواغ على موقع خلاصة التنس.كوم (الإنجليزية)
- كوكو فانديواغ على موقع اللجنة الأولمبية الدولية (الإنجليزية)
- كوكو فانديواغ على موقع أوليمبيديا (الإنجليزية)